# 2018 SC
2018 SC — астероид, сближающийся с Землёй и Венерой. Относится к группе аполлонов.
Сближение с Землёй произошло 18 сентября 2018 года в 14:46 UTC, расстояние — 268 тыс. км (0,7 расстояния до Луны), относительная скорость 14,028 км/c (50 504 км/ч).
Астероид был открыт 17 сентября 2018 года, то есть всего за один день до сближения.

## Сближения
| дата             | а. е.    | расстояний до Луны | небесное тело |
| ---------------- | -------- | ------------------ | ------------- |
| 15.03.2016 8:42  | 0,002725 | 1,06               | Луна          |
| 15.03.2016 9:30  | 0,000514 | 0,200              | Земля         |
| 18.09.2018 12:57 | 0,003159 | 1,23               | Луна          |
| 18.09.2018 14:46 | 0,001795 | 0,699              | Земля         |
| 20.09.2087 22:14 | 0,027337 | 10,6               | Земля         |

Данные о расстоянии во время сближения 2016 года (во время которого астероид не был обнаружен) неточные, возможное расстояние сближения лежит в диапазоне от 72 тыс км до 2,7 млн км.